# Tour d'Italie féminin 1994
La 5e édition du Tour d'Italie féminin (Giro Donne 1994, Giro d'Italia Internazionale Femminile en italien) a lieu du 4 au 11 juillet 1994.

## Présentation

### Équipes
| Unknown team category |
|                       |

## Étapes
| Étape      | Date      | Villes étapes                                 | type                        | Distance (km) | Vainqueur d'étape | Leader du classement général |
| ---------- | --------- | --------------------------------------------- | --------------------------- | ------------- | ----------------- | ---------------------------- |
| Prologue   | 4 juill.  | Arta Terme – Borgo Salano                     | prologue                    | 3,8           | Kathy Watt        | Kathy Watt                   |
| 1re étape  | 5 juill.  | Arta Terme – Arta Terme                       |                             | 102           | Kathy Watt        |                              |
| 2e étape   | 6 juill.  | Crocetta del Montello – Crocetta del Montello |                             | 100           | Michela Fanini    |                              |
| 3e a étape | 7 juill.  | Castegnato – Trezzo sull’Adda                 |                             | 84            | Tanja Klein       |                              |
| 3e b étape | 7 juill.  | Madignano – Madignano                         | contre-la-montre individuel | 13,5          | Kathy Watt        |                              |
| 4e étape   | 8 juill.  | Frugarolo – Basaluzzo                         |                             | 101           | Imelda Chiappa    |                              |
| 5e étape   | 9 juill.  | Diano Marina – Diano Marina                   |                             | 71            | Imelda Chiappa    |                              |
| 6e étape   | 10 juill. | Capannori – Capannori                         |                             | 115           | Vera Hohlfeld     |                              |
| 7e étape   | 11 juill. | Florence – Pescia                             |                             | 91            | Lenka Ilavská     | Michela Fanini               |

## Déroulement de la course

### Prologue
| \| Classement de l'étape \| Classement de l'étape \| Classement de l'étape \| Classement de l'étape \| Classement de l'étape \| \| Coureur \| Coureur \| Pays \| Équipe \| Temps \| \| --------------------- \| --------------------- \| --------------------- \| --------------------- \| --------------------- \| \| 1re \| Kathy Watt \| Australie \| \| \| \| 2e \| Luzia Zberg \| Suisse \| \| \| \| 3e \| Michela Fanini \| Italie \| \| \| |                |           |        |       |
| |                |           |        |       |
| |                |           |        |       |
| Classement de l'étape |                |           |        |       |
| Coureur | Coureur        | Pays      | Équipe | Temps |
| 1re | Kathy Watt     | Australie |        |       |
| 2e | Luzia Zberg    | Suisse    |        |       |
| 3e | Michela Fanini | Italie    |        |       |

| \| Classement général \| Classement général \| Classement général \| Classement général \| Classement général \| \| Coureur \| Coureur \| Pays \| Équipe \| Temps \| \| ------------------ \| ------------------ \| ------------------ \| ------------------ \| ------------------ \| |         |      |        |       |
| |         |      |        |       |
| |         |      |        |       |
| Classement général |         |      |        |       |
| Coureur | Coureur | Pays | Équipe | Temps |

### 1reétape
| \| Classement de l'étape \| Classement de l'étape \| Classement de l'étape \| Classement de l'étape \| Classement de l'étape \| \| Coureur \| Coureur \| Pays \| Équipe \| Temps \| \| --------------------- \| --------------------- \| --------------------- \| --------------------- \| --------------------- \| \| 1re \| Kathy Watt \| Australie \| \| \| \| 2e \| Jolanta Polikevičiūtė \| Lituanie \| \| \| \| 3e \| Imelda Chiappa \| Italie \| \| \| |                       |           |        |       |
| |                       |           |        |       |
| |                       |           |        |       |
| Classement de l'étape |                       |           |        |       |
| Coureur | Coureur               | Pays      | Équipe | Temps |
| 1re | Kathy Watt            | Australie |        |       |
| 2e | Jolanta Polikevičiūtė | Lituanie  |        |       |
| 3e | Imelda Chiappa        | Italie    |        |       |

| \| Classement général \| Classement général \| Classement général \| Classement général \| Classement général \| \| Coureur \| Coureur \| Pays \| Équipe \| Temps \| \| ------------------ \| ------------------ \| ------------------ \| ------------------ \| ------------------ \| |         |      |        |       |
| |         |      |        |       |
| |         |      |        |       |
| Classement général |         |      |        |       |
| Coureur | Coureur | Pays | Équipe | Temps |

### 2eétape
| \| Classement de l'étape \| Classement de l'étape \| Classement de l'étape \| Classement de l'étape \| Classement de l'étape \| \| Coureur \| Coureur \| Pays \| Équipe \| Temps \| \| --------------------- \| --------------------- \| --------------------- \| --------------------- \| --------------------- \| \| 1re \| Michela Fanini \| Italie \| \| \| \| 2e \| Regina Schleicher \| Allemagne \| \| \| \| 3e \| Imelda Chiappa \| Italie \| \| \| |                   |           |        |       |
| |                   |           |        |       |
| |                   |           |        |       |
| Classement de l'étape |                   |           |        |       |
| Coureur | Coureur           | Pays      | Équipe | Temps |
| 1re | Michela Fanini    | Italie    |        |       |
| 2e | Regina Schleicher | Allemagne |        |       |
| 3e | Imelda Chiappa    | Italie    |        |       |

| \| Classement général \| Classement général \| Classement général \| Classement général \| Classement général \| \| Coureur \| Coureur \| Pays \| Équipe \| Temps \| \| ------------------ \| ------------------ \| ------------------ \| ------------------ \| ------------------ \| |         |      |        |       |
| |         |      |        |       |
| |         |      |        |       |
| Classement général |         |      |        |       |
| Coureur | Coureur | Pays | Équipe | Temps |

### 3eétape, secteur a
| \| Classement de l'étape \| Classement de l'étape \| Classement de l'étape \| Classement de l'étape \| Classement de l'étape \| \| Coureur \| Coureur \| Pays \| Équipe \| Temps \| \| --------------------- \| --------------------- \| --------------------- \| --------------------- \| --------------------- \| \| 1re \| Tanja Klein \| Autriche \| \| \| \| 2e \| Michela Fanini \| Italie \| \| \| \| 3e \| Imelda Chiappa \| Italie \| \| \| |                |          |        |       |
| |                |          |        |       |
| |                |          |        |       |
| Classement de l'étape |                |          |        |       |
| Coureur | Coureur        | Pays     | Équipe | Temps |
| 1re | Tanja Klein    | Autriche |        |       |
| 2e | Michela Fanini | Italie   |        |       |
| 3e | Imelda Chiappa | Italie   |        |       |

| \| Classement général \| Classement général \| Classement général \| Classement général \| Classement général \| \| Coureur \| Coureur \| Pays \| Équipe \| Temps \| \| ------------------ \| ------------------ \| ------------------ \| ------------------ \| ------------------ \| |         |      |        |       |
| |         |      |        |       |
| |         |      |        |       |
| Classement général |         |      |        |       |
| Coureur | Coureur | Pays | Équipe | Temps |

### 3eétape, secteur b
| \| Classement de l'étape \| Classement de l'étape \| Classement de l'étape \| Classement de l'étape \| Classement de l'étape \| \| Coureur \| Coureur \| Pays \| Équipe \| Temps \| \| --------------------- \| --------------------- \| --------------------- \| --------------------- \| --------------------- \| \| 1re \| Kathy Watt \| Australie \| \| \| \| 2e \| Cathy Reardon \| Australie \| \| \| \| 3e \| Diana Žiliūtė \| Lituanie \| \| \| |               |           |        |       |
| |               |           |        |       |
| |               |           |        |       |
| Classement de l'étape |               |           |        |       |
| Coureur | Coureur       | Pays      | Équipe | Temps |
| 1re | Kathy Watt    | Australie |        |       |
| 2e | Cathy Reardon | Australie |        |       |
| 3e | Diana Žiliūtė | Lituanie  |        |       |

| \| Classement général \| Classement général \| Classement général \| Classement général \| Classement général \| \| Coureur \| Coureur \| Pays \| Équipe \| Temps \| \| ------------------ \| ------------------ \| ------------------ \| ------------------ \| ------------------ \| |         |      |        |       |
| |         |      |        |       |
| |         |      |        |       |
| Classement général |         |      |        |       |
| Coureur | Coureur | Pays | Équipe | Temps |

### 4eétape
| \| Classement de l'étape \| Classement de l'étape \| Classement de l'étape \| Classement de l'étape \| Classement de l'étape \| \| Coureur \| Coureur \| Pays \| Équipe \| Temps \| \| --------------------- \| --------------------- \| --------------------- \| --------------------- \| --------------------- \| \| 1re \| Imelda Chiappa \| Italie \| \| \| \| 2e \| Rasa Polikevičiūtė \| Lituanie \| \| \| \| 3e \| Svetlana Stepanova \| Russie \| \| \| |                    |          |        |       |
| |                    |          |        |       |
| |                    |          |        |       |
| Classement de l'étape |                    |          |        |       |
| Coureur | Coureur            | Pays     | Équipe | Temps |
| 1re | Imelda Chiappa     | Italie   |        |       |
| 2e | Rasa Polikevičiūtė | Lituanie |        |       |
| 3e | Svetlana Stepanova | Russie   |        |       |

| \| Classement général \| Classement général \| Classement général \| Classement général \| Classement général \| \| Coureur \| Coureur \| Pays \| Équipe \| Temps \| \| ------------------ \| ------------------ \| ------------------ \| ------------------ \| ------------------ \| |         |      |        |       |
| |         |      |        |       |
| |         |      |        |       |
| Classement général |         |      |        |       |
| Coureur | Coureur | Pays | Équipe | Temps |

### 5eétape
| \| Classement de l'étape \| Classement de l'étape \| Classement de l'étape \| Classement de l'étape \| Classement de l'étape \| \| Coureur \| Coureur \| Pays \| Équipe \| Temps \| \| --------------------- \| --------------------- \| --------------------- \| --------------------- \| --------------------- \| \| 1re \| Imelda Chiappa \| Italie \| \| \| \| 2e \| Michela Fanini \| Italie \| \| \| \| 3e \| Kathy Watt \| Australie \| \| \| |                |           |        |       |
| |                |           |        |       |
| |                |           |        |       |
| Classement de l'étape |                |           |        |       |
| Coureur | Coureur        | Pays      | Équipe | Temps |
| 1re | Imelda Chiappa | Italie    |        |       |
| 2e | Michela Fanini | Italie    |        |       |
| 3e | Kathy Watt     | Australie |        |       |

| \| Classement général \| Classement général \| Classement général \| Classement général \| Classement général \| \| Coureur \| Coureur \| Pays \| Équipe \| Temps \| \| ------------------ \| ------------------ \| ------------------ \| ------------------ \| ------------------ \| |         |      |        |       |
| |         |      |        |       |
| |         |      |        |       |
| Classement général |         |      |        |       |
| Coureur | Coureur | Pays | Équipe | Temps |

### 6eétape
| \| Classement de l'étape \| Classement de l'étape \| Classement de l'étape \| Classement de l'étape \| Classement de l'étape \| \| Coureur \| Coureur \| Pays \| Équipe \| Temps \| \| --------------------- \| --------------------- \| --------------------- \| --------------------- \| --------------------- \| \| 1re \| Vera Hohlfeld \| Allemagne \| \| \| \| 2e \| Michela Fanini \| Italie \| \| \| \| 3e \| Cathy Reardon \| Australie \| \| \| |                |           |        |       |
| |                |           |        |       |
| |                |           |        |       |
| Classement de l'étape |                |           |        |       |
| Coureur | Coureur        | Pays      | Équipe | Temps |
| 1re | Vera Hohlfeld  | Allemagne |        |       |
| 2e | Michela Fanini | Italie    |        |       |
| 3e | Cathy Reardon  | Australie |        |       |

| \| Classement général \| Classement général \| Classement général \| Classement général \| Classement général \| \| Coureur \| Coureur \| Pays \| Équipe \| Temps \| \| ------------------ \| ------------------ \| ------------------ \| ------------------ \| ------------------ \| |         |      |        |       |
| |         |      |        |       |
| |         |      |        |       |
| Classement général |         |      |        |       |
| Coureur | Coureur | Pays | Équipe | Temps |

### 7eétape
| \| Classement de l'étape \| Classement de l'étape \| Classement de l'étape \| Classement de l'étape \| Classement de l'étape \| \| Coureur \| Coureur \| Pays \| Équipe \| Temps \| \| --------------------- \| --------------------- \| --------------------- \| --------------------- \| --------------------- \| \| 1re \| Lenka Ilavská \| Slovaquie \| \| \| \| 2e \| Julia Martisova \| Russie \| \| \| \| 3e \| Barbara Ampollini \| Italie \| GS Sanson-Edera-Forti \| \| |                   |           |                       |       |
| |                   |           |                       |       |
| |                   |           |                       |       |
| Classement de l'étape |                   |           |                       |       |
| Coureur | Coureur           | Pays      | Équipe                | Temps |
| 1re | Lenka Ilavská     | Slovaquie |                       |       |
| 2e | Julia Martisova   | Russie    |                       |       |
| 3e | Barbara Ampollini | Italie    | GS Sanson-Edera-Forti |       |

## Classement général final
| \| Classement général \| Classement général \| Classement général \| Classement général \| Classement général \| \| Coureur \| Coureur \| Pays \| Équipe \| Temps \| \| ------------------ \| --------------------- \| ------------------ \| ------------------ \| ------------------ \| \| 1re \| Michela Fanini \| Italie \| \| 18 h 30 min 58 s \| \| 2e \| Kathy Watt \| Australie \| \| + 40 s \| \| 3e \| Luzia Zberg \| Suisse \| \| + 1 min 00 s \| \| 4e \| Edita Pučinskaitė \| Lituanie \| \| + 1 min 15 s \| \| 5e \| Cathy Reardon \| Australie \| \| + 1 min 19 s \| \| 6e \| Lenka Ilavská \| Slovaquie \| \| + \| \| 7e \| Jolanta Polikevičiūtė \| Lituanie \| \| + \| \| 8e \| Imelda Chiappa \| Italie \| \| + \| \| 9e \| Rasa Polikevičiūtė \| Lituanie \| \| + \| \| 10e \| Nadia Stramigioli \| Italie \| \| + \| |                       |           |        |                  |
| |                       |           |        |                  |
| |                       |           |        |                  |
| Classement général |                       |           |        |                  |
| Coureur | Coureur               | Pays      | Équipe | Temps            |
| 1re | Michela Fanini        | Italie    |        | 18 h 30 min 58 s |
| 2e | Kathy Watt            | Australie |        | + 40 s           |
| 3e | Luzia Zberg           | Suisse    |        | + 1 min 00 s     |
| 4e | Edita Pučinskaitė     | Lituanie  |        | + 1 min 15 s     |
| 5e | Cathy Reardon         | Australie |        | + 1 min 19 s     |
| 6e | Lenka Ilavská         | Slovaquie |        | +                |
| 7e | Jolanta Polikevičiūtė | Lituanie  |        | +                |
| 8e | Imelda Chiappa        | Italie    |        | +                |
| 9e | Rasa Polikevičiūtė    | Lituanie  |        | +                |
| 10e | Nadia Stramigioli     | Italie    |        | +                |

## Classements annexes
| Classement par points | Classement par points | Classement par points | Classement par points | Classement par points |
| Coureur               | Coureur               | Pays                  | Équipe                | Points                |
| --------------------- | --------------------- | --------------------- | --------------------- | --------------------- |

| Classement par points | Classement par points | Classement par points | Classement par points | Classement par points |
| Coureur               | Coureur               | Pays                  | Équipe                | Points                |
| --------------------- | --------------------- | --------------------- | --------------------- | --------------------- |

| Classement de la montagne | Classement de la montagne | Classement de la montagne | Classement de la montagne | Classement de la montagne |
| Coureur                   | Coureur                   | Pays                      | Équipe                    | Points                    |
| ------------------------- | ------------------------- | ------------------------- | ------------------------- | ------------------------- |

| Classement de la montagne | Classement de la montagne | Classement de la montagne | Classement de la montagne | Classement de la montagne |
| Coureur                   | Coureur                   | Pays                      | Équipe                    | Points                    |
| ------------------------- | ------------------------- | ------------------------- | ------------------------- | ------------------------- |

| Classement des sprints | Classement des sprints | Classement des sprints | Classement des sprints | Classement des sprints |
| Coureur                | Coureur                | Pays                   | Équipe                 | Points                 |
| ---------------------- | ---------------------- | ---------------------- | ---------------------- | ---------------------- |

| Classement des sprints | Classement des sprints | Classement des sprints | Classement des sprints | Classement des sprints |
| Coureur                | Coureur                | Pays                   | Équipe                 | Points                 |
| ---------------------- | ---------------------- | ---------------------- | ---------------------- | ---------------------- |

| Classement du meilleur jeune | Classement du meilleur jeune | Classement du meilleur jeune | Classement du meilleur jeune | Classement du meilleur jeune |
| Coureur                      | Coureur                      | Pays                         | Équipe                       | Temps                        |
| ---------------------------- | ---------------------------- | ---------------------------- | ---------------------------- | ---------------------------- |

| Classement du meilleur jeune | Classement du meilleur jeune | Classement du meilleur jeune | Classement du meilleur jeune | Classement du meilleur jeune |
| Coureur                      | Coureur                      | Pays                         | Équipe                       | Temps                        |
| ---------------------------- | ---------------------------- | ---------------------------- | ---------------------------- | ---------------------------- |

| Classement par équipes | Classement par équipes | Classement par équipes | Classement par équipes |
| Équipe                 | Équipe                 | Pays                   | Temps                  |
| ---------------------- | ---------------------- | ---------------------- | ---------------------- |

| Classement par équipes | Classement par équipes | Classement par équipes | Classement par équipes |
| Équipe                 | Équipe                 | Pays                   | Temps                  |
| ---------------------- | ---------------------- | ---------------------- | ---------------------- |

## Évolution des classements
| Étape              |                             | Vainqueur _    | Classement général _ |
| ------------------ | --------------------------- | -------------- | -------------------- |
| Prologue           | prologue                    | Kathy Watt     | Kathy Watt           |
| 1re étape          |                             | Kathy Watt     | non attribué         |
| 2e étape           |                             | Michela Fanini | non attribué         |
| 3e a étape         |                             | Tanja Klein    | non attribué         |
| 3e b étape         | contre-la-montre individuel | Kathy Watt     | non attribué         |
| 4e étape           |                             | Imelda Chiappa | non attribué         |
| 5e étape           |                             | Imelda Chiappa | non attribué         |
| 6e étape           |                             | Vera Hohlfeld  | non attribué         |
| 7e étape           |                             | Lenka Ilavská  | Michela Fanini       |
| Classements finals | Classements finals          |                | Michela Fanini       |